# Culen

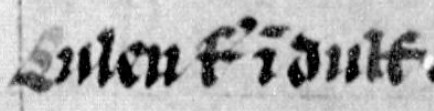
Le nom de Cuilén tel qu'il apparaît dans le folio 29v du manuscrit de la Bibliothèque Nationale de France MS Latin 4126 (manuscrit de Poppleton): Culen filius Indulf

Culen d'Écosse (gaélique : Cuilén mac Illuilb, aussi appelé Cuilean, anglicisé en Colin), est roi d'Écosse de 966 à 971. Il est le fils du roi Indulf, et cousin au troisième degré à la fois de son prédécesseur Dubh et de son successeur Kenneth II.

## Biographie
Culen, Cuilén mac Illuilb ou Cuilén Hringr est le fils du roi Indulf (mort en 962). Il a deux frères : Eochaid (mort en  971) et Olaf (mort en 977).
Culen devient roi après la mort de Dubh en 966 lorsque ce dernier est tué par les « Hommes de Moray ». Il s'était opposé au roi Dubh deux ans avant , obtenant le renfort de  Donnchad, abbé laïc de Dunkeld, et de Dub Donn, comte d'Atholl, qui sont tous deux tués lors de la défaite de Culen devant Dubh lors de la Bataille de Duncrub, dans  l'actuel Perthshire en 965 .
Culen est lui-même tué en 971, avec son frère Eochaid, par Rhydderch ap Dyfnwal, fils de Domnall mac Owen roi de Strathclyde , prétendument pour avoir enlevé la fille de Rhydderch. Le combat dans lequel Culan est tué se place dans le Lothian.
et il est indiqué qu'il est inhumé à Iona. Culen a comme successeur Kenneth II est issu de la lignée royale qui descend de Constantin Ier.

## Postérité
Culen d'une épouse inconnue laisse un fils: 
- Constantin qui devient roi en 995.
- Le « Book of Deer » mentionne également parmi les donateurs du monastère un certain Mael Coluim mac Cuilen[6].

## Sources
- (en) Marjorie Ogilvie Anderson Kings and Kingship in Early Scotland 3e réédition par John Donald Birlinn Ltd, Edinburgh (2011)  (ISBN 9781906566302)
- (en) Dauvit Broun « Culen [Cuilén mac Illuilb, Cuilén Hringr] (d. 971) », Oxford Dictionary of National Biography, Oxford University Press, 2004
- (en) Alfred P. Smyth, Warlords and Holy Men Scotland ad 80~1000, Edinburgh, Edinburgh University Press, 1984, 279 p. (ISBN 0748601007), p. 210-211, 223-224, 226.
- (en) Alex Woolf, From Pictland to Alba 789~1070 The New Edinburgh History of Scotland. Edinburgh University Press, Edinburgh, 2007,  (ISBN 9780748612345) p. 92, 196, 198-205, 247, 352.